# Konstantinův sloup
Konstantinův sloup (řecky: Στήλη του Κωνσταντίνου Α΄; latinsky: Columna Constantini, turecky: Çemberlitaş Sütunu) je římský monumentální sloup, který nechal římský císař Konstantin postavit v Konstantinopoli (dnes Istanbul v Turecku) u příležitosti založení Konstantinopole jako nového hlavního města Římské říše. Byl dokončen kolem roku 328 n. l., vysvěcen byl 11. května 330, a to směsí křesťanských a pohanských obřadů. Je nejstarší byzantskou památkou, která se v Istanbulu dochovala. Sloup stál uprostřed Konstantinova fóra, na druhém nejvyšším kopci ve městě. Nacházel se v polovině Mese odos, hlavní dopravní tepny starověkého města. Osmané kolem roku 1515 vyztužili sloup železnými obručemi, proto ho nazývají çemberlitaş (tedy "obručový"). I místo, kde sloup stojí, je tak dnes nazváno - Náměstí Çemberlitaş. Sloup byl vyroben z egyptského porfyru. Vrchol sloupu je dnes 34,8 metru nad povrchem. Odhady původní výšky sloupu bez sochy, která stála na vrcholu, se pohybují mezi 37 a 40 metry. I se sochou byl vysoký téměř 50 metrů. Pravděpodobně to byl největší římský monumentální sloup vůbec. Konkuroval mu pouze pozdější Theodosiův sloup v Konstantinopoli, který byl zbořen. Na sloupu původně stála socha Konstantina, pravděpodobně nahého, se sedmicípou paprskovitou korunou a držící kopí a jablko. Sloup a socha se staly hlavním symbolem Konstantinopole, jak dokazuje starověká mapa Tabula Peutingeriana, pocházející snad ze 4. století. Sochu srazila vichřice roku 1106. O několik let později byzantský císař Manuel I. Komnenos (vládl 1143–1180) umístil na vrchol na místo původní sochy kříž. Ten byl odstraněn Turky po pádu Konstantinopole v roce 1453. Zemětřesení a požár v roce 1779 zničily okolí sloupu a poškodily i sloup samotný, jemuž se od té doby říkalo "Spálený sloup". Zrestauroval ho Abdulhamid I. (vládl 1774–1789), který nechal doplnit současnou zděnou základnu. Vykopávky v letech 1929–1930 odkryly schody pod sloupem a umožnily přístup k původnímu podstavci a určily jeho rozměry. Nejstarší písemná zmínka o sloupu se nachází ve sbírce Historia Augusta ze 4. století.